# Villa Westend (Kadaň)
Villa Westend (čp. 814) je honosná pozdně secesní vila v ulici Jana Švermy (dříve Klášterní) ve vilové čtvrti dříve známé jako Zahradní Město v Kadani. Stavba vily byla dokončena roku 1925. Autorem projektu je kadaňský stavitel Paul Peter, u kterého si jej objednala Anna Schmidt, dcera zámožného kadaňského obchodníka Vinzenze Schmidta.

## Historie

### Výstavba

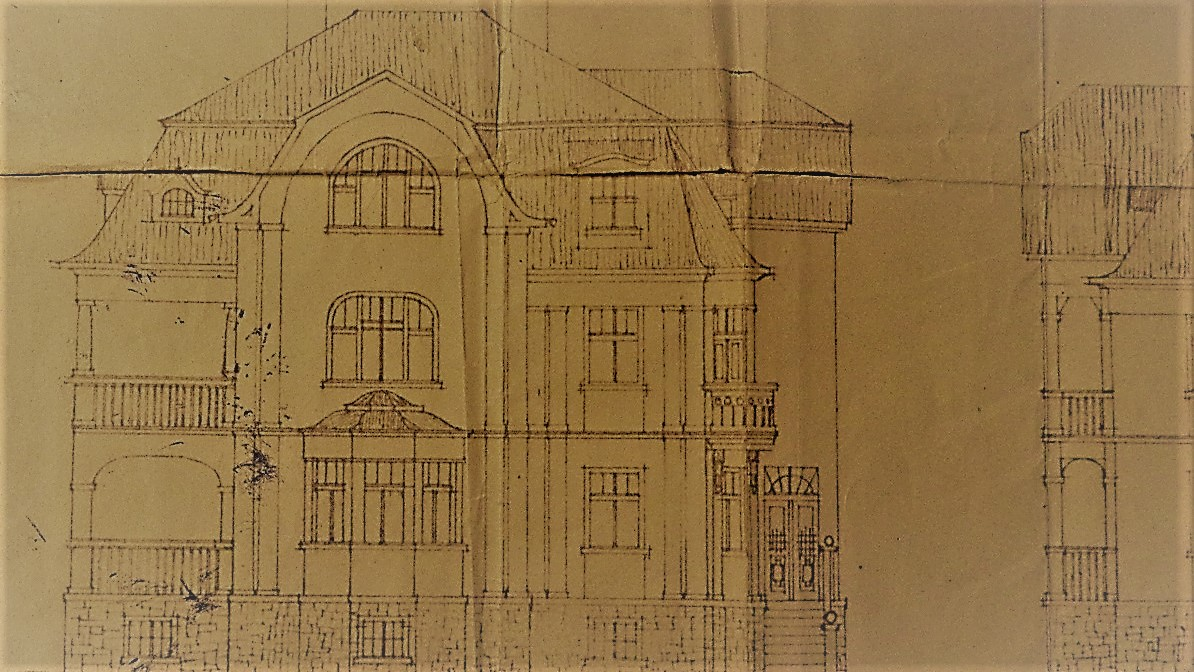
architektonický nákres Villy Westend

V květnu 1924 požádala slečna Anna Schmidt městský úřad v Kadani o stavební povolení k vybudování vily podle projektu kadaňského stavitele a architekta Paula Petera. V září roku 1925 byl pak projekt na stavbu nové vily zkolaudován stavební komisí a ještě téhož roku realizován. Jelikož se vila nacházela v Klášterní ulici na západní části města, dostalo se jí jména Westend. Tento název je inspirován z názvy honosných vilových čtvrtí stejného jména v Londýně, Berlíně nebo Karlových Varech. Od počátku byl interiér vily koncipován jako tři samostatné byty – v podkroví, prvním patře a přízemí, respektive v suterénu, neboť i majitelky vily byly původně tři.
Villa Westend nese charakteristické znaky pozdní secese. Pro vilu je typická členitost oken nebo výrazný arkýř.

### Majitelé
Ve vile se nacházely tři byty, obývaly ji totiž původně tři majitelky a vila byla vystavěna z jejich společného dědictví. Svobodná Anna Schmidt byla dcerou zámožného obchodníka Vinzenze Schmidta (1835-1913) a jeho manželky Eleonory (1840-1915), rozené Heinz. Oba manželé Schmidtovi byli rodáky z Kadaně a bydleli v domě čp. 205 v dnešní Žatecké ulici (tehdy Kovářská) na Špitálském předměstí. Druhou dědičkou byla další jejich svobodná dcera Eleonora Schmidt (narozená 1875) a třetí snacha Aloisia Schmidt (narozená 1862), rozená Kaminka, pocházející z kadaňské rukavičkářské továrnické rodiny, která byla chotí jejich syna Josefa Schmidta (1867-1933), barvíře kůží.

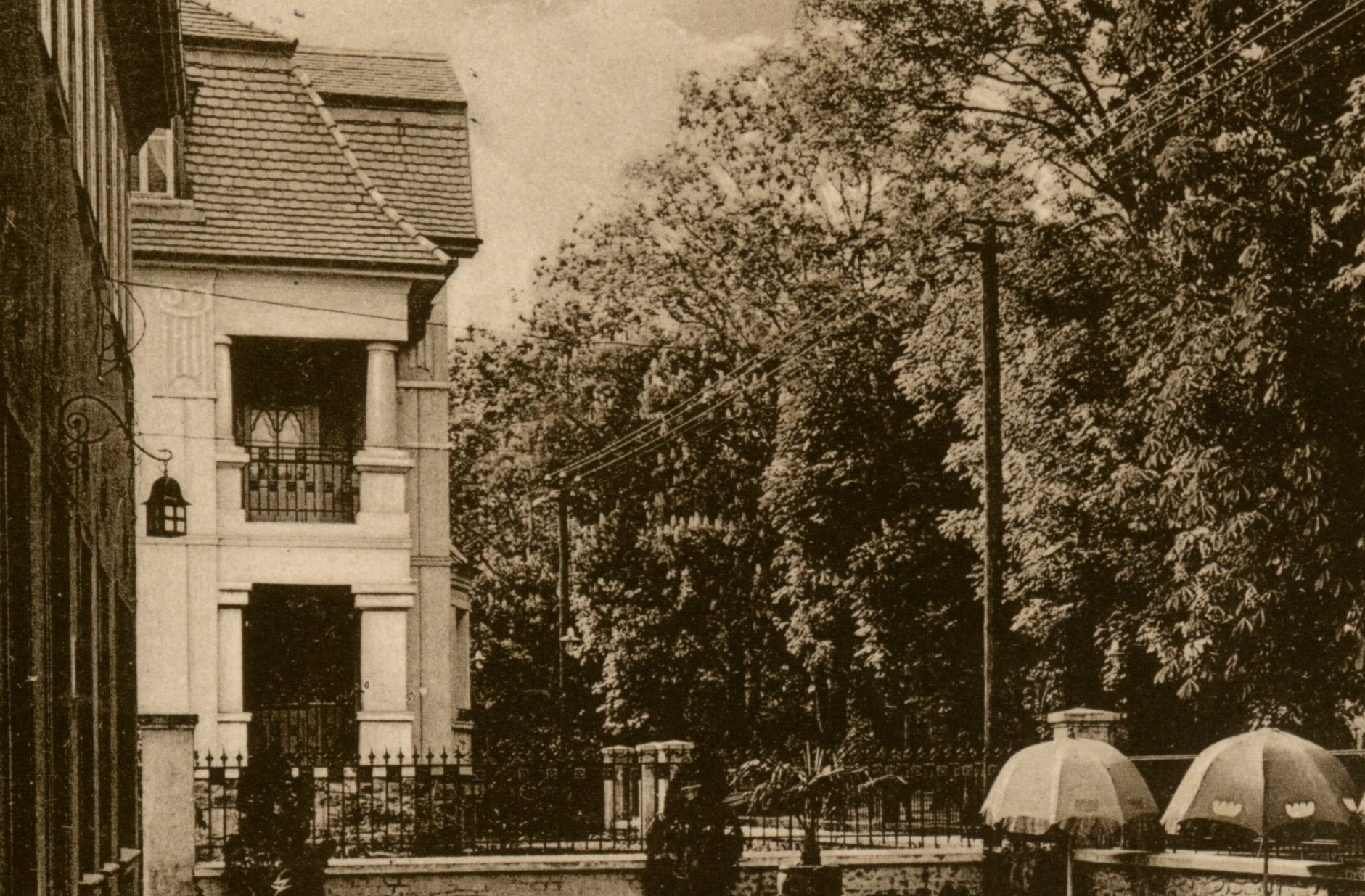
historická fotografie Villy Westend z pohledu od kulturního domu Orfeum

Majitelkami vily Westend tak byly tři dámy, přičemž všechny tři žily pohodlnými životy jako rentiérky z peněz po svých rodičích.
V únoru 1927 však zjistil jejich právník JUDr. Oskar Peter (mimochodem syn stavitele Josefa Petera a bratr stavitele jejich vily Paula Petera), že v kupní smlouvě ke stavební parcele na které vznikla Villa Westend jsou nesrovnalosti. Zároveň vyplul na povrch jakýsi dluh vzniklý při realizaci vily a ani vzájemné vztahy mezi Annou, Eleonorou a Aloisií Schmidtovými nebyly úplně ideální. Konflikt vyvrcholil v roce 1933 po smrti Josefa Schmidta, bratra Anny a Eleonory a manžela Aloisie. A tak již roku 1934 došlo k prodeji vily. O dalších osudech Anny Schmidt nevíme nic, svobodná Eleonora žila v Kovářské ulici v domě po rodičích a v srpnu 1946 byla během tzv. odsunu Němců z Československa deportována do Německa. Ovdovělá Aloisia bydlela v domě čp. 726 v ulici Na Kobylnici (dnes Polní), kde také roku 1943 zemřela.

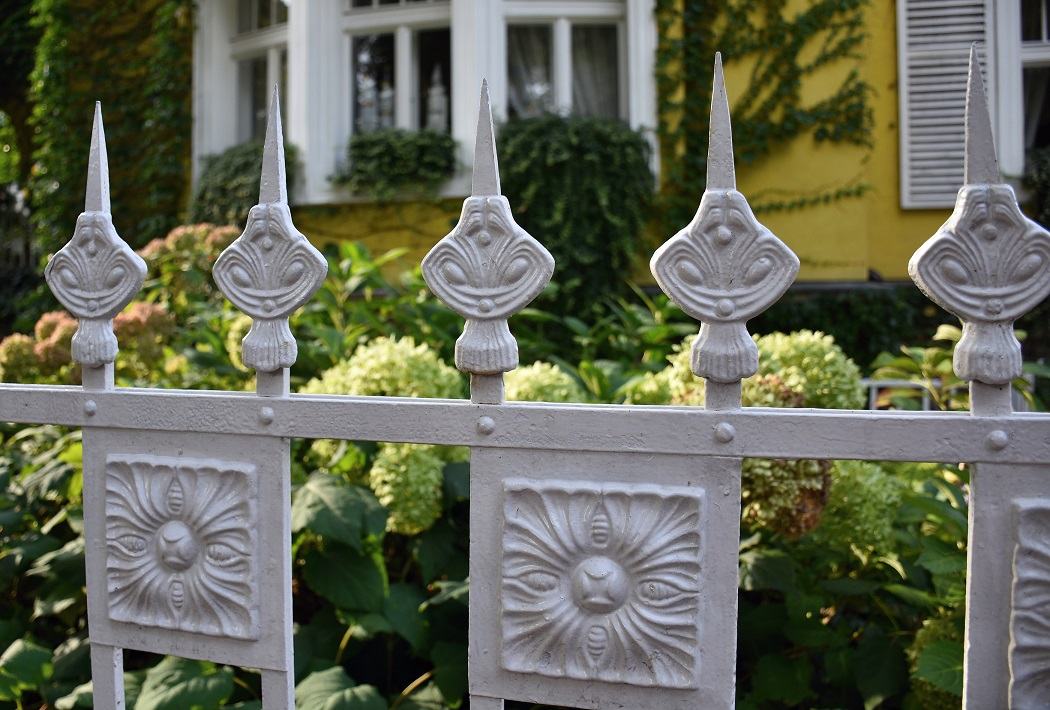
detail secesního plotu Villy Westend

V roce 1934 odkoupila Villu Westend paní Ruth-Rosa Michalitschke a všechny právní obtíže za ni řešili její dva kadaňští advokáti, totiž JUDr. Oskar Peter a JUDr. Wilhelm Beckert. Rozhodnutím okresního soudu v Kadani byla vymazány všechny předchozí závazky vůči městu, došlo též k vyřešení zástavních práv vzniklých dluhy původních majitelů vůči JUDr. Gustavu Ehmingovi a Zemědělské spořitelně a záložně v Kadani. Ruth-Rosa Michalitschke (narozená 1893), rozená Blaha, pocházela z Nejdku v Krušných horách. Roku 1921 si vzala za muže Ing. Ernsta Michalitschkeho (1891-1969), rodáka z Prahy-Smíchova, jehož rodina byla původem z Rokytnice v Orlických horách. Manželé spolu bydleli nejprve v domě čp. 102 ve Sladké ulici (dnes Sládkova) na Starém Městě kadaňském, kde se jim roku 1923 narodila dcera Ingeborg. Jejich manželství snad nebylo šťastné, a se roku 1928 nechali Zemským soudem civilním v Praze rozvést. Zatímco Ernst žil v Praze a později jako německý vyhnanec proslul v Bavorsku v 50. a 60. letech 20. století jako historik dějin Orlických hor, Ruth-Rosa zůstala v Kadani a to i v době, kdy byla Kadaň součástí tzv. Sudetské župy. Z roku 1941 se dochoval dokument, ve kterém město Kadaň žádá Ruth-Rosu Michalitschke jako majitelku vily Westend, aby nechala opravit plot oddělující její pozemek od zahrady prof. Emila Horetzkyho z vily Fränzi (čp. 739) a zachovala se tak přátelským a sousedským způsobem“.
Ingeborg Michalitschke žila až do své smrti v Kadani. V letech 1942 a 1944 žila střídavě v Kadani, Toužimi (kde byla jakožto nezaměstnaná nasazena v táboře Říšské pracovní služby) a Chomutově. Villa Westend byla rodině roku 1945 zkonfiskována a Ingeborg Michalitschke pak od roku 1989 marně usilovala o restituci vlastnických práv.